# Хвилина мовчання
Хвили́на мовча́ння — короткочасне мовчання всіх присутніх де-небудь як вираження скорботи, глибокої поваги до загиблих, померлих, яке іноді триває менше хвилини.
Шанувати таким чином в День перемир'я пам'ять загиблих у Першу світову війну 8 травня 1919 року запропонував австралійський журналіст Едвард Джордж Гоні (англ. Edward George Honey). Він виклав ідею п'ятихвилинного поминального мовчання в листі в газету «The Times». Однак 5 хвилин визнали дуже довгим періодом, у той час як одна хвилина здалася занадто короткою. Тому було прийнято дві хвилини мовчання.

## Хвилина мовчання в Україні
16 березня 2022 року президент України Володимир Зеленський підписав указ № 143/2022 про загальнонаціональну хвилину мовчання для вшанування пам’яті загиблих внаслідок повномаштабного вторгнення Росії в Україну. Згідного з указом хвилина мовчання проводеться щодня о 9:00, її оголошують у всіх ЗМІ.